# Jorge Maximilianovich de Leuchtenberg
Jorge Maximilianovich Romanovski (em russo: Гео́ргий Максимилиа́нович Рома́новский), também conhecido como Georgii Romanovski ou Georges de Beauharnais (São Petersburgo, 29 de fevereiro de 1852 - Paris, 16 de maio de 1912), foi um príncipe russo.

## Biografia

### Nascimento
Nascido em 1852, o príncipe Jorge certamente não era filho biológico do duque Maximiliano de Leuchtenberg. Na altura da sua concepção, os seus pais estavam de facto separados e a grã-duquesa Maria Nikolaevna da Rússia mantinha, desde 1845, um caso com o conde Grigori Stroganov, com quem acabou por se casar. De qualquer forma, Maximiliano morreu poucos meses após o nascimento de Jorge, que nunca conheceu o homem que o reconheceu como seu filho.

### Carreira militar
Descrito como uma criança pouco inteligente, Jorge cresceu à sombra dos mais velhos, no Palácio Mariinsky, em São Petersburgo. Como todos os membros de sua família, estava destinado, desde o nascimento, à carreira militar. Com um mês de idade, foi condecorado pelo avô, o imperador Nicolau I da Rússia, com a Ordem de Santo André e inscrito no prestigiado regimento Preobrazhensky.
À medida que crescia, Jorge tornou-se ajudante do imperador. Participou então nas campanhas russas que levaram à conquista da Ásia Central. Com o seu irmão Eugênio, distinguiu-se durante a captura de Khiva em 1873, o que lhe valeu a Cruz da Ordem de São Jorge do imperador Alexandre II da Rússia.

### Casamentos
Em 1879, Jorge casou-se com a princesa Teresa Petrovna de Oldemburgo, em Estugarda, tornando-se o único filho da grã-duquesa Maria Nikolaevna a contrair uma união dinástica. No entanto, o casamento foi celebrado sem autorização do imperador. Jorge e Teresa eram primos e para a Igreja Ortodoxa Russa o casamento era inadequado.. O casal teve um filho: Alexandre.
Teresa morreu de tuberculose em 1883 e Jorge casou-se novamente, em 1889, com a princesa Anastásia de Montenegro. Mas esta união foi infeliz e o príncipe passava a maior parte do tempo longe da segunda esposa, em Paris. Para grande alívio de Jorge, o casal acabou se divorciando em 1906. Da sua segunda união teve dois filhos: Sérgio e Helena.

### Morte
Jorge de Leuchtenberg morreu em 1912. Ele foi sepultado no Jazigo dos Grão-Duques, na Fortaleza de Pedro e Paulo em São Petersburgo.